# الكحلا (القبيطة)

تعديل مصدري - تعديل

الكحلا هي إحدى قرى عزلة كرش بمديرية القبيطة التابعة لمحافظة لحج، بلغ تعداد سكانها 103 نسمة حسب تعداد اليمن لعام 2004.